# Watt par mètre carré
Le watt par mètre carré (symbole W m−2 ou W/m2) est l'unité du système international (SI) de densité surfacique de puissance. En particulier, elle peut servir à exprimer la constante solaire, un flux thermique surfacique, un éclairement énergétique, une exitance énergétique, une intensité acoustique, la norme du vecteur de Poynting.